# Maria de Cleves

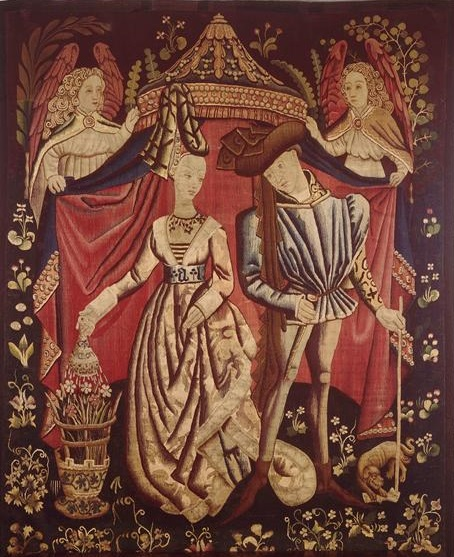
Maria de Cleves

Maria de Cleves (19 septembrie 1426 – 23 august 1487) a fost a treia soție a lui Charles d'Orléans și mama singurului său fiu, regele Ludovic al XII-lea al Franței. S-a născut prințesă germană, ultimul copil al lui Adolf I, Duce de Cleves și a celei de-a doua soții, Marie de Burgundia.
La vârsta de 14 ani, la 27 noiembrie 1440, la Saint-Omer, Maria s-a căsătorit cu Charles de Valois, Duce de Orléans, un bărbat cu 35 de ani mai mare decât ea. Ei au avut trei copii:
- Maria de Orléans (19 decembrie 1457 – 1493). S-a căsătorit cu Jean de Foix în 1476.
- Ludovic al XII-lea al Franței (1462–1515)
- Anne de Orléans (1464–1491), stareță la mănăstirile Fontevrault și Poitiers.

Maria a fost patroană a literelor; ea însăși a fost poetă, a scris balade și alte versuri. După decesul ducelui s-a recăsătorit în secret în 1480 cu unul din gentilomii ei de cameră, "Sieur de Rabodanges", care era mai tânăr decât ea cu câțiva ani. A murit la Chaunay.